# Bactrocera singularis
Bactrocera singularis är en tvåvingeart som beskrevs av Drew 1989. Bactrocera singularis ingår i släktet Bactrocera och familjen borrflugor. Inga underarter finns listade.